# Монтагут-і-Ош
Монтагут-і-Ош — село в Іспанії, у складі автономної спільноти Каталонія, у провінції Жирона. Муніципалітет займає площу 93,76 км2, а населення в 2014 році становило 970 осіб.